# Хронологична таблица за откриване и изследване на Океания (XVI - XVIII в.)
| Години      | Име на откривател, изследовател                      | Направени открития и изследвания | Изследванията му засягат следните съвременни страни и територии                |
| ----------- | ---------------------------------------------------- | --- | ------------------------------------------------------------------------------ |
| 1521        | Фернандо Магелан                                     | Първо пресичане на Тихия океан по време на Първото оклосветско плаване и откриване на атолите Пукапука (14°49′ ю. ш. 138°49′ з. д. / 14.816667° ю. ш. 138.816667° з. д.), Факахина (15°59′ ю. ш. 140°09′ з. д. / 15.983333° ю. ш. 140.15° з. д.) и Фангатау (15°49′ ю. ш. 140°53′ з. д. / 15.816667° ю. ш. 140.883333° з. д.) в архипелага Туамоту, атола Каролайн (9°58′ ю. ш. 150°13′ з. д. / 9.966667° ю. ш. 150.216667° з. д.) в о-вите Лайн и островите Гуам и Рота (14°09′ с. ш. 145°12′ и. д. / 14.15° с. ш. 145.2° и. д.) от Марианските о-ви | Туамоту, Кирибати, Гуам, Северни Мариански острови                             |
| 1522        | Гонсало Гомес Еспиноса                               | Откриване на остров Сонсорол (5°20′ с. ш. 132°13′ и. д. / 5.333333° с. ш. 132.216667° и. д.) от Каролинските о-ви и 3 острова от Марианските о-ви в т.ч. о-вите Мауг (20°01′ с. ш. 145°13′ и. д. / 20.016667° с. ш. 145.216667° и. д.), Асунсион (19°41′ с. ш. 145°24′ и. д. / 19.683333° с. ш. 145.4° и. д.) и Агрихан (18°46′ с. ш. 145°40′ и. д. / 18.766667° с. ш. 145.666667° и. д.) | Палау, Северни Мариански острови                                               |
| 1526        | Торибио Антонио де Саласар (неизв.-1526)             | Откриване на атола Таонги (Бокак, 14°32′ с. ш. 169°00′ и. д. / 14.533333° с. ш. 169° и. д.) в най-северната част на Маршаловите о-ви | Маршалови острови                                                              |
| 1527 – 1529 | Алваро де Сааведра                                   | 1527: Откриване на атолите Ронгелап (Римски-Корсаков, 11°19′ с. ш. 166°47′ и. д. / 11.316667° с. ш. 166.783333° и. д.) и Аилингинае (11°08′ с. ш. 166°25′ и. д. / 11.133333° с. ш. 166.416667° и. д.) от Маршаловите о-ви. 1528: Откриване Адмиралтейските о-ви, в т.ч. остров Манус. Откриване на атолите Сатаван (5°18′ с. ш. 153°42′ и. д. / 5.3° с. ш. 153.7° и. д.), Етал (5°35′ с. ш. 153°34′ и. д. / 5.583333° с. ш. 153.566667° и. д.), Лукунор (5°31′ с. ш. 153°46′ и. д. / 5.516667° с. ш. 153.766667° и. д.), Намолук (5°55′ с. ш. 153°08′ и. д. / 5.916667° с. ш. 153.133333° и. д.), Мокил (6°41′ с. ш. 159°45′ и. д. / 6.683333° с. ш. 159.75° и. д.), Пингелап (6°13′ с. ш. 160°42′ и. д. / 6.216667° с. ш. 160.7° и. д.) от Каролинските о-ви и атолите Утирик (Кутузов, 11°15′ с. ш. 169°48′ и. д. / 11.25° с. ш. 169.8° и. д.) и Така (Суворов, 11°17′ с. ш. 169°37′ и. д. / 11.283333° с. ш. 169.616667° и. д.) от Маршаловите острови. 1529: Откриване на атола Лосап (6°52′ с. ш. 152°42′ и. д. / 6.866667° с. ш. 152.7° и. д.), островите Нама (6°59′ с. ш. 152°35′ и. д. / 6.983333° с. ш. 152.583333° и. д.) и Понпей (Понапе, 6°52′ с. ш. 158°14′ и. д. / 6.866667° с. ш. 158.233333° и. д.) и атола Ант (6°47′ с. ш. 157°58′ и. д. / 6.783333° с. ш. 157.966667° и. д.) от Каролинските о-ви и атолите Уджеланг (9°49′ с. ш. 160°54′ и. д. / 9.816667° с. ш. 160.9° и. д.) и Ениветок (11°30′ с. ш. 162°20′ и. д. / 11.5° с. ш. 162.333333° и. д.) от Маршаловите о-ви | Маршалови острови, Папуа-Нова Гвинея, Микронезия                               |
| 1537        | Ернандо Грихалва (неизв.-1537)                       | Откриване на атола Капингамаранги (1°04′ с. ш. 154°46′ и. д. / 1.066667° с. ш. 154.766667° и. д.) в Каролинските о-ви | Микронезия                                                                     |
| 1542 – 1543 | Руй Лопес де Вилялобос                               | Откриване на атолите Вотие (9°26′ с. ш. 170°01′ и. д. / 9.433333° с. ш. 170.016667° и. д.), Ерикуб (9°08′ с. ш. 170°00′ и. д. / 9.133333° с. ш. 170° и. д.), Малоелап (8°45′ с. ш. 171°04′ и. д. / 8.75° с. ш. 171.066667° и. д.), Кваджелейн (8°43′ с. ш. 167°44′ и. д. / 8.716667° с. ш. 167.733333° и. д.), Ликиеп (9°54′ с. ш. 169°08′ и. д. / 9.9° с. ш. 169.133333° и. д.), Вото (10°06′ с. ш. 165°58′ и. д. / 10.1° с. ш. 165.966667° и. д.) и Лае (8°56′ с. ш. 166°14′ и. д. / 8.933333° с. ш. 166.233333° и. д.) в Маршаловите острови. Откриване на атола Улити (9°58′ с. ш. 139°39′ и. д. / 9.966667° с. ш. 139.65° и. д.), оостровите Фалалоп (10°01′ с. ш. 139°47′ и. д. / 10.016667° с. ш. 139.783333° и. д.) и Фейс (9°46′ с. ш. 140°31′ и. д. / 9.766667° с. ш. 140.516667° и. д.) и о-вите Яп (9°31′ с. ш. 138°06′ и. д. / 9.516667° с. ш. 138.1° и. д.) от Каролинските острови | Маршалови острови, Микронезия                                                  |
| 1543        | Бернардо де ла Торе                                  | Откриване на островите Анатахан (16°21′ с. ш. 145°39′ и. д. / 16.35° с. ш. 145.65° и. д.), Агрихан (вторично), Сариган (16°42′ с. ш. 145°46′ и. д. / 16.7° с. ш. 145.766667° и. д.) и Фаральон де Мединиля (16°01′ с. ш. 146°03′ и. д. / 16.016667° с. ш. 146.05° и. д.) от Марианските о-ви, о-вите Волкано (Иво Джима, 24°47′ с. ш. 141°19′ и. д. / 24.783333° с. ш. 141.316667° и. д.) и о-вите Бонин (27°05′ с. ш. 142°13′ и. д. / 27.083333° с. ш. 142.216667° и. д.) | Марианските о-ви, Япония                                                       |
| 1545        | Иниго Ортис де Ретес                                 | Откриване на Западните о-ви (1°30′ ю. ш. 144°19′ и. д. / 1.5° ю. ш. 144.316667° и. д.), в т.ч. Ауа, Вувулу, о-вите Ниниго (Л`Ешике) и Хермит и о-вите Схаутен (3°31′ ю. ш. 144°38′ и. д. / 3.516667° ю. ш. 144.633333° и. д.) северно от Нова Гвинея | Папуа-Нова Гвинея                                                              |
| 1565        | Алонсо де Ареляно                                    | Откриване на атола Либ (8°19′ с. ш. 167°25′ и. д. / 8.316667° с. ш. 167.416667° и. д.) в Маршаловите острови. Откриване на атола Оролук (7°31′ с. ш. 155°18′ и. д. / 7.516667° с. ш. 155.3° и. д.), о-вите Чуюк (Трук, 7°24′ с. ш. 151°47′ и. д. / 7.4° с. ш. 151.783333° и. д.), атолите Нгулу (8°27′ с. ш. 137°29′ и. д. / 8.45° с. ш. 137.483333° и. д.), Сорол (8°08′ с. ш. 140°23′ и. д. / 8.133333° с. ш. 140.383333° и. д.), Неох (7°03′ с. ш. 151°55′ и. д. / 7.05° с. ш. 151.916667° и. д.) и Пулап (7°35′ с. ш. 149°25′ и. д. / 7.583333° с. ш. 149.416667° и. д.) и рифа Минто (8°06′ с. ш. 154°17′ и. д. / 8.1° с. ш. 154.283333° и. д.) в Каролинските острови | Маршалови острови, Микронезия                                                  |
| 1565        | Мигел Лопес Легаспи                                  | Откриване на атолите Меджит (10°17′ с. ш. 170°52′ и. д. / 10.283333° с. ш. 170.866667° и. д.), Аилук (10°20′ с. ш. 169°56′ и. д. / 10.333333° с. ш. 169.933333° и. д.) и Вото (вторично) и остров Джемо 10°05′ с. ш. 169°32′ и. д. / 10.083333° с. ш. 169.533333° и. д. в Маршаловите о-ви | Маршалови острови                                                              |
| 1568        | Алваро де Менданя де Нейра, Педро де Ортега          | Алваро де Менданя де Нейра: Откриване на островите Нанумеа (5°40′ ю. ш. 176°06′ и. д. / 5.666667° ю. ш. 176.1° и. д.), Ниутао (6°07′ ю. ш. 177°20′ и. д. / 6.116667° ю. ш. 177.333333° и. д.) и Нануманга (6°17′ ю. ш. 176°19′ и. д. / 6.283333° ю. ш. 176.316667° и. д.) и атола Нуи (7°13′ ю. ш. 177°09′ и. д. / 7.216667° ю. ш. 177.15° и. д.) в архипелага Тувалу (Елис). Откриване на Соломоновите о-ви, в т.ч. рифа Ронкадор и островите Санта Изабел, Улава, Олу Малау, Уги и Сан Кристобал и Санта Каталина. Педро де Ортега: Откриване на островите Сан Хорхе, Саво, Малаита, Гуадалканал, Вангуну, Ню Джорджия и Шуазьол и о-вите Флорида (Нгела) от Соломоновите о-ви. Алваро де Менданя де Нейра: Откриване на атола Наму (7°59′ с. ш. 168°10′ и. д. / 7.983333° с. ш. 168.166667° и. д.) от Маршаловите о-ви и необитаемия остров Уейк (19°18′ с. ш. 166°38′ и. д. / 19.3° с. ш. 166.633333° и. д.) | Тувалу, Соломонови острови, Маршалови острови, Уейк                            |
| 1595        | Алваро де Менданя де Нейра, Педро Фернандес де Кирос | Откриване на Маркизките о-ви, в т.ч. Фату Хива, Мохо Тани (Мотане), Хива Оа и Тахуата. Откриване на атола Пукапука (10°53′ ю. ш. 165°51′ з. д. / 10.883333° ю. ш. 165.85° з. д.) в Северните Кукови о-ви. Откриване на остров Ниулакита (10°45′ ю. ш. 179°30′ и. д. / 10.75° ю. ш. 179.5° и. д.) в архипелага Тувалу. Откриване на островите Ндени, Ваникоро, Тинакула и Утупуа и о-вите Суоллоу от архипелага Санта Крус | Маркизки острови, Тувалу, Острови Кук, Вануату                                 |
| 1606        | Педро Фернандес де Кирос, Луис Ваес де Торес         | Откриване на островите Дюси (24°41′ ю. ш. 124°47′ з. д. / 24.683333° ю. ш. 124.783333° з. д.) и Хендерсън (24°21′ ю. ш. 128°19′ з. д. / 24.35° ю. ш. 128.316667° з. д.). Откриване на атола Марутеа Южен (21°30′ ю. ш. 135°33′ з. д. / 21.5° ю. ш. 135.55° з. д., о-вите Актеон (21°20′ ю. ш. 136°33′ з. д. / 21.333333° ю. ш. 136.55° з. д., включващи островчетата Ваханга, Матуреивавао, Тенараро и Тенарунга) и атолите Аману (17°48′ ю. ш. 140°46′ з. д. / 17.8° ю. ш. 140.766667° з. д., Ненгоненго (18°46′ ю. ш. 141°48′ з. д. / 18.766667° ю. ш. 141.8° з. д.), Рекарека (16°50′ ю. ш. 141°55′ з. д. / 16.833333° ю. ш. 141.916667° з. д.), Херехеретуе (19°52′ ю. ш. 144°58′ з. д. / 19.866667° ю. ш. 144.966667° з. д.), Анаа (17°23′ ю. ш. 145°30′ з. д. / 17.383333° ю. ш. 145.5° з. д.), Ниау (16°10′ ю. ш. 146°22′ з. д. / 16.166667° ю. ш. 146.366667° з. д.), Макатеа (15°45′ ю. ш. 148°15′ з. д. / 15.75° ю. ш. 148.25° з. д.), Рароя (16°01′ ю. ш. 142°26′ з. д. / 16.016667° ю. ш. 142.433333° з. д.) и Такуме (15°48′ ю. ш. 142°12′ з. д. / 15.8° ю. ш. 142.2° з. д.) в архипелага Туамоту. Вторично откриване на атола Каролайн (9°58′ ю. ш. 150°13′ з. д. / 9.966667° ю. ш. 150.216667° з. д.) в о-вите Лайн. Откриване на атола Ракаханга (10°02′ ю. ш. 161°05′ з. д. / 10.033333° ю. ш. 161.083333° з. д.) в Северните Кукови о-ви. Откриване на остров Суейнс (11°03′ ю. ш. 171°05′ з. д. / 11.05° ю. ш. 171.083333° з. д.), северно от архипелага Самоа. Откриване на о-ви Даф и Тикопия в о-вите Санта Крус. Откриване на островите Урепарапара, Вануа Лава, Гауа, Мериг, Мере Лава, Маево и Еспириту Санто в Новохебридските о-ви (Вануату). Откриване на атола Бутаритари (Макин, 3°09′ с. ш. 173°25′ и. д. / 3.15° с. ш. 173.416667° и. д.) в о-вите Гилбърт | Питкерн, Туамоту, Кирибати, Острови Кук, Самоа, Соломонови острови, Вануату    |
| 1606        | Луис Ваес де Торес                                   | Откриване остров Малекула в о-вите Вануату и на няколко острова в архипелага Луизиада, в т.ч. Росел, Тагула и Басилаки (Морсби) | Вануату, Папуа-Нова Гвинея                                                     |
| 1616        | Якоб Лемер, Вилем Схаутен                            | Откриване на атолите Пукапука (вторично), Такароа (14°27′ ю. ш. 144°59′ з. д. / 14.45° ю. ш. 144.983333° з. д.), Такапото (14°38′ ю. ш. 145°12′ з. д. / 14.633333° ю. ш. 145.2° з. д.), Манихи (14°26′ ю. ш. 146°04′ з. д. / 14.433333° ю. ш. 146.066667° з. д.) и Рангироа (15°07′ ю. ш. 147°39′ з. д. / 15.116667° ю. ш. 147.65° з. д.) в архипелага Туамоту; островите Тафахи (15°51′ ю. ш. 173°43′ з. д. / 15.85° ю. ш. 173.716667° з. д.), Ниуатопутапу (15°57′ ю. ш. 173°45′ з. д. / 15.95° ю. ш. 173.75° з. д.) и Ниуафооу (15°36′ ю. ш. 175°38′ з. д. / 15.6° ю. ш. 175.633333° з. д.) в о-вите Тонга; островите Футуна (14°17′ ю. ш. 178°07′ з. д. / 14.283333° ю. ш. 178.116667° з. д.) и Алофи (14°20′ ю. ш. 178°02′ з. д. / 14.333333° ю. ш. 178.033333° з. д.) от о-вите Уолис и Футуна; атолите Нукуману (4°31′ ю. ш. 159°24′ и. д. / 4.516667° ю. ш. 159.4° и. д.) и Нуугуригиа (Тауу, 4°45′ ю. ш. 156°58′ и. д. / 4.75° ю. ш. 156.966667° и. д.); о-вите Грин Айлъндс, о-вите Фени, о-вите Танга, о-вите Табар (Гарднър) и остров Лихир (3°09′ ю. ш. 152°36′ и. д. / 3.15° ю. ш. 152.6° и. д.), намиращи се източно от остров Нова Ирландия; островите Нова Ирландия и Лавонгай, няколко малки острова на югоизток от остров Манус в Адмиралтейските о-ви и остров Каркар, северно от Нова Гвинея | Туамоту, Уолис и Футуна, Тонга, Папуа-Нова Гвинея                              |
| 1625        | Ген Хуго Схапенхам                                   | Вторично откриване на атола Улити, о-вите Яп и островите Фалалоп и Фейс в западната част на Каролинските о-ви | Микронезия                                                                     |
| 1639        | Абел Тасман                                          | Вторично откриване и картиране на о-вите Бонин | Япония                                                                         |
| 1642 – 1643 | Абел Тасман                                          | 1642: Откриване на Нова Зеландия, в т.ч. нос Фаулуинд, нос Феръуел (най-северната точка на Южния остров), залива Голдън Бей, на югоизток от него – залива Тасман, нос Мария ван Димен, крайната северозападна точка на Северния остров на Нова Зеландия и о-вите Три-Кингс, на северозапад от Нова Зеландия). 1643: Откриване на архипелага Тонга, в т.ч. островите Ата, Еуа, Тонгатапу, о-вите Номука, о-вите Лулонга, о-вите Лифука (в т.ч. Као и Тофуа) и остров Лейт. Откриване на о-вите Фиджи, в т.ч. островите Вити Леву, Вануа Леву, Лаукала, Нгамеа, Раби, Тавеуни, Тикомбия и о-вите Ринголд. Откриване на атола Онтонг-Джава (5°16′ ю. ш. 159°21′ и. д. / 5.266667° ю. ш. 159.35° и. д.) в Соломоновите о-ви. Откриване на остров Нова Британия и о-вите Виту (Френч Айлъндс) в архипелага Бисмарк и островите Умбой и Лонг, северно от Нова Гвинея | Нова Зеландия, Тонга, Фиджи, Соломонови о-ви, Папуа-Нова Гвинея                |
| 1687        | Едуард Дейвис                                        | Откриване на остров Сала и Гомес (26°28′ ю. ш. 105°22′ з. д. / 26.466667° ю. ш. 105.366667° з. д.) в югоизточната част на Тихия океан | Чили                                                                           |
| 1688        | Луис Моралес                                         | Откриване на островите Агуихан (14°42′ с. ш. 145°18′ и. д. / 14.7° с. ш. 145.3° и. д.), Аламаган (17°36′ с. ш. 145°50′ и. д. / 17.6° с. ш. 145.833333° и. д.), Гугуан (17°18′ с. ш. 145°50′ и. д. / 17.3° с. ш. 145.833333° и. д.), Паган (18°06′ с. ш. 145°43′ и. д. / 18.1° с. ш. 145.716667° и. д.), Сайпан (15°11′ с. ш. 145°45′ и. д. / 15.183333° с. ш. 145.75° и. д.), Тиниан (15°00′ с. ш. 145°38′ и. д. / 15° с. ш. 145.633333° и. д.) и Фаральон де Пахарос (20°32′ с. ш. 144°53′ и. д. / 20.533333° с. ш. 144.883333° и. д.) от Марианските о-ви | Мариански острови                                                              |
| 1696        | Хуан Родригес                                        | Откриване на атола Фараулеп (8°35′ с. ш. 144°31′ и. д. / 8.583333° с. ш. 144.516667° и. д.) в централната част на Каролинските о-ви | Микронезия                                                                     |
| 1700        | Уилям Дампир                                         | Откриване на островите Мусау (1°27′ ю. ш. 149°37′ и. д. / 1.45° ю. ш. 149.616667° и. д.) и Емирау (1°39′ ю. ш. 149°58′ и. д. / 1.65° ю. ш. 149.966667° и. д.) от групата о-ви Сент Матиас, заобикаляне от изток на остров Нова Ирландия, от юг остров Нова Британия (вторично откриване) и откриване на протока Дампир, между остров Умбой (вторично откриване) и Нова Британия и остров Лонг Айлънд (вторично откриване) | Папуа-Нова Гвинея                                                              |
| 1705        | Джон Клипертон (неизв.-1722)                         | Откриване на остров Клипертон в източната част на Тихия океан | Клипертон                                                                      |
| 1710        | Франсиско Падиля                                     | Откриване на о-вите Палау (в т.ч. Ангаур, Бабелдаоб, Корор и Пепелиу), атолите Кайангел и Нгаруангел и остров Сонсорол в западната част на Каролинските о-ви | Палау                                                                          |
| 1722        | Якоб Рогевен                                         | Откриване на остров Великденския остров (Пасха, в югоизточната част на Тихия океан. Откриване на остров Тикеи (14°57′ ю. ш. 144°33′ з. д. / 14.95° ю. ш. 144.55° з. д.), атолите Такапото (вторично), Манихи (вторично), Апатаки (15°19′ ю. ш. 146°18′ з. д. / 15.316667° ю. ш. 146.3° з. д.), Арутуа (15°15′ ю. ш. 146°37′ з. д. / 15.25° ю. ш. 146.616667° з. д.) и Рангироа (вторично) и остров Макатеа (вторично) в архипелага Туамоту. Откриване на островите Борабора (16°30′ ю. ш. 151°44′ з. д. / 16.5° ю. ш. 151.733333° з. д.) и Маупити (Тетиароа) (16°26′ ю. ш. 152°15′ з. д. / 16.433333° ю. ш. 152.25° з. д.) в Дружествените о-ви. Откриване на атола Роз (14°33′ ю. ш. 168°09′ з. д. / 14.55° ю. ш. 168.15° з. д.) о-вите Мануа (14°15′ ю. ш. 169°28′ з. д. / 14.25° ю. ш. 169.466667° з. д., в т.ч. островите Аинуу, Офу-Олосега и Тау) и Тутуила и Уполу в архипелага Самоа | Чили, Туамоту, Дружествени острови, Самоа, Американска Самоа                   |
| 1742        | Джордж Ансън (1697 – 1762)                           | Вторично откриване на островите Анатахан, Сайпан и Тиниан от Марианските острови | Мариански острови                                                              |
| 1761        | Нортън Хътчинсън, Джеймс Дюар, Томас Бадисън         | Откриване на островите Мерир (4°19′ с. ш. 132°19′ и. д. / 4.316667° с. ш. 132.316667° и. д.) и Пуло Ана (4°39′ с. ш. 131°57′ и. д. / 4.65° с. ш. 131.95° и. д.) в западната част на Каролинските о-ви | Палау                                                                          |
| 1765        | Джон Байрон                                          | Откриване на атолите Напука (14°12′ ю. ш. 141°14′ з. д. / 14.2° ю. ш. 141.233333° з. д.) и Тепото Северен (14°08′ ю. ш. 141°24′ з. д. / 14.133333° ю. ш. 141.4° з. д.), числящи се към о-вите Кинг Джордж и атола Манихи (третично) в архипелага Туамоту. Вторично откриване на остров Пукапука Северните Кукови острови. Откриване на атола Атафу (8°33′ ю. ш. 172°30′ з. д. / 8.55° ю. ш. 172.5° з. д.) в северната част на о-вите Токелау | Туамоту, Дружествени острови, Острови Кук, Токелау                             |
| 1767        | Филип Картерет                                       | Откриване на остров Питкерн (25°04′ ю. ш. 130°06′ з. д. / 25.066667° ю. ш. 130.1° з. д.) в югоизточната част на Тихия океан. Откриване на атола Моруроа (21°50′ ю. ш. 138°54′ з. д. / 21.833333° ю. ш. 138.9° з. д.) и о-вите Дук ъф Глостър (20°35′ ю. ш. 143°20′ з. д. / 20.583333° ю. ш. 143.333333° з. д., съставени от три островчета: Ануанураро, Ануанурунга и Нукутипипи) в архипелага Туамоту. Вторично откриване на остров Ваникоро в о-вите Санта Крус. Откриване на островите Ндаи, Малаита (вторично), Манаоба и Бука и атола Килинаилау (Картерет, 4°45′ ю. ш. 155°23′ и. д. / 4.75° ю. ш. 155.383333° и. д.) в Соломоновите о-ви. Откриване на атола Тулун (3°09′ ю. ш. 154°29′ и. д. / 3.15° ю. ш. 154.483333° и. д.), протока Сент Джорджес (Картерет, между островите Нова Британия на запад и Нова Ирландия на изток, с о-вите Дук ъф Йорк в него) и протока Байрон (между Нова Ирландия на изток и остров Лавонгай на запад) в архипелага Бисмарк. Картиране на остров Манус и вторично откриване на островите Ауа и Вувулу в Западните острови от Адмиралтейските о-ви. Откриване на остров Тоби (3°00′ с. ш. 131°07′ и. д. / 3° с. ш. 131.116667° и. д.) в западната част на Каролинските о-ви | Питкерн, Туамоту, Соломонови острови, Папуа-Нова Гвинея, Палау                 |
| 1767        | Самюъл Уолис                                         | Откриване на атолите Пинаки (19°23′ ю. ш. 138°40′ з. д. / 19.383333° ю. ш. 138.666667° з. д.), Нукутаваке (19°17′ ю. ш. 138°47′ з. д. / 19.283333° ю. ш. 138.783333° з. д.), Ваираатеа (19°21′ ю. ш. 139°13′ з. д. / 19.35° ю. ш. 139.216667° з. д.), Параоа (19°08′ ю. ш. 140°40′ з. д. / 19.133333° ю. ш. 140.666667° з. д.), Мануханги (19°12′ ю. ш. 141°15′ з. д. / 19.2° ю. ш. 141.25° з. д.) и Ненгоненго (вторично) в архипелага Туамоту. Откриване на островите Мехетиа (17°52′ ю. ш. 148°04′ з. д. / 17.866667° ю. ш. 148.066667° з. д.), Таити, Моореа (17°30′ ю. ш. 149°50′ з. д. / 17.5° ю. ш. 149.833333° з. д.), Маиао (17°39′ ю. ш. 150°38′ з. д. / 17.65° ю. ш. 150.633333° з. д.) Хуахине (16°44′ ю. ш. 151°00′ з. д. / 16.733333° ю. ш. 151° з. д.), Мануае (16°31′ ю. ш. 154°42′ з. д. / 16.516667° ю. ш. 154.7° з. д.), Тупаи (16°17′ ю. ш. 151°49′ з. д. / 16.283333° ю. ш. 151.816667° з. д.), Раиатеа (16°44′ ю. ш. 151°27′ з. д. / 16.733333° ю. ш. 151.45° з. д.), Тахаа (16°37′ ю. ш. 151°30′ з. д. / 16.616667° ю. ш. 151.5° з. д.), Борабора (вторично) и атола Мопелиа (16°48′ ю. ш. 153°57′ з. д. / 16.8° ю. ш. 153.95° з. д.) в Дружествените о-ви. Откриване на остров Увеа (Уолис) (13°16′ ю. ш. 176°12′ з. д. / 13.266667° ю. ш. 176.2° з. д.) в о-вите Уолис и футуна. Откриване на атолите Ронгерик (11°22′ с. ш. 167°26′ и. д. / 11.366667° с. ш. 167.433333° и. д.) и Ронгелап (вторично) в Маршаловите о-ви | Туамоту, Дружествени острови, Уолис и Футуна, Маршалови острови                |
| 1768        | Луи Антоан дьо Бугенвил                              | Откриване на атолите Вахитахи (18°46′ ю. ш. 138°49′ з. д. / 18.766667° ю. ш. 138.816667° з. д.), остров Акиаки (18°33′ ю. ш. 139°13′ з. д. / 18.55° ю. ш. 139.216667° з. д.), Хао (18°05′ ю. ш. 140°57′ з. д. / 18.083333° ю. ш. 140.95° з. д.), Марокао (18°04′ ю. ш. 142°16′ з. д. / 18.066667° ю. ш. 142.266667° з. д.), Равахере (18°13′ ю. ш. 142°09′ з. д. / 18.216667° ю. ш. 142.15° з. д.), Хикуеру (17°33′ ю. ш. 142°37′ з. д. / 17.55° ю. ш. 142.616667° з. д.) Хараики (17°28′ ю. ш. 143°28′ з. д. / 17.466667° ю. ш. 143.466667° з. д.) и Тепото Южен (16°49′ ю. ш. 144°16′ з. д. / 16.816667° ю. ш. 144.266667° з. д.) в архипелага Туамоту. Вторично откриване на остров Мехетиа в Дружествените о-ви. Откриване на островите Вануа Лава (вторично), Мере Лава (вторично), Аоба, Пентекост, Маево и Еспириту Санто (вторично) и протока Бугенвил, между островите Еспириту Санто на север и Малекула на юг) в Новохебридските о-ви (Вануату). Откриване на рифа Бугенвил (15°33′ ю. ш. 147°07′ и. д. / 15.55° ю. ш. 147.116667° и. д.) в Коралово море. Откриване на островите Веля Лавеля, Бугенвил и Шуазьол (вторично), протока Бугенвил между тях и остров Бука (вторично) в Соломоновите о-ви. Откриване на о-вите Каниет (0°53′ ю. ш. 145°33′ и. д. / 0.883333° ю. ш. 145.55° и. д.) и о-вите Ниниго (вторично) в Западните о-ви | Туамоту, Вануату, Соломонови острови, Папуа-Нова Гвинея                        |
| 1769 – 1770 | Джеймс Кук                                           | Откриване на атолите Вахитахи (вторично), Акиаки (вторично), Хао (вторично), Рейтору (17°52′ ю. ш. 143°05′ з. д. / 17.866667° ю. ш. 143.083333° з. д.) и Анаа (вторично) в архипелага Туамоту. Картиране бреговете на остров Таити. Вторично откриване на островите Бора Бора, Маупити, Раиатеа, Тахаа и Хуахине в Дружествените о-ви. Откриване на остров Руруту (22°27′ ю. ш. 151°20′ з. д. / 22.45° ю. ш. 151.333333° з. д.) в о-вите Тубуай. Вторично откриване на Нова Зеландия и обикаляне на двата големи острова и картиране на крайбрежието на страната. Открития на Северния остров: залива Поверти, полуостров Махия, залива Хокс, нос Тернагейн, о-ви Меркюри, залива Меркюри, залива Хаураки, островите Грейт Бариер и Литъл Бариер, полуостров Окланд, връх Егмонт, остров Капити и протока Кук, разделящ двата големи острова на Нова Зеландия. Открития на Южния остров: полуостров Банкс (сметнат от него за остров), остров Раупуке, залива Дъски Саунд и остров Резолюшън в него | Туамоту, Дружествените о-ви, Тубуай, Нова Зеландия                             |
| 1769 – 1770 | Жан Франсоа Мари дьо Сюрвил (1717 – 1770)            | Картиране на част от Соломоновите о-ви (откриване на остров Вагина 7°26′ ю. ш. 157°46′ и. д. / 7.433333° ю. ш. 157.766667° и. д.) и Нова Зеландия и първо пресичане на Тихия океан в южните ширини от запад на изток | Соломонови острови, Нова Зеландия                                              |
| 1773        | Фелипе Томпсън                                       | Откриване на атола Хелен (3°00′ с. ш. 131°11′ и. д. / 3° с. ш. 131.183333° и. д.) в западната част на Каролинските о-ви и атолите Нгатик (5°49′ с. ш. 157°17′ и. д. / 5.816667° с. ш. 157.283333° и. д.) и Оролук (вторично) в източната част | Палау, Микронезия                                                              |
| 1773 – 1774 | Джеймс Кук                                           | 1773: Откриване на атолите Тауере (вторично), Текокото (17°19′ ю. ш. 142°37′ з. д. / 17.316667° ю. ш. 142.616667° з. д.), Марутеа Северен (17°02′ ю. ш. 143°10′ з. д. / 17.033333° ю. ш. 143.166667° з. д.) и Мотутунга (17°06′ ю. ш. 144°22′ з. д. / 17.1° ю. ш. 144.366667° з. д.) в архипелага Туамоту. Откриване на остров Мануае (19°16′ ю. ш. 158°56′ з. д. / 19.266667° ю. ш. 158.933333° з. д. в Южните Кукови о-ви. 1774: Откриване на остров Фату Хуку в Маркизките о-ви. Откриване на атолите Арутуа (вторично), Каукура (15°45′ ю. ш. 146°41′ з. д. / 15.75° ю. ш. 146.683333° з. д.) и Тоау (15°49′ ю. ш. 146°00′ з. д. / 15.816667° ю. ш. 146° з. д.) в архипелага Туамоту. Откриване на атола Палмерстон (18°04′ ю. ш. 163°10′ з. д. / 18.066667° ю. ш. 163.166667° з. д.) в Южните Куковите о-ви и остров Ниуе (Савидж, 19°03′ ю. ш. 169°52′ з. д. / 19.05° ю. ш. 169.866667° з. д.). Откриване на остров Ватоа (19°54′ ю. ш. 178°18′ з. д. / 19.9° ю. ш. 178.3° з. д.) в о-вите Фиджи. Откриване на островите Мало, Малекула (вторично), Амбрим, Паама, Лопеви, Епи, о-ви Шепард (в т.ч. Емае, Тонгоа, Тонгорики, Матасо и Монумент), Нгуна, Емао Ефате, Ероманга, Тана, Анива, Еронан и Анейтюм в Новохебридските о-ви (Вануату). Откриване на остров Нова Каледония, островите Балабио, Бааба, Коутоумо, Ноканхоуи, Оуен и Куние, о-вите Белеп и Големия Куков риф покрай северозападното крайбрежие на Нова Каледония. Откриване на остров Норфолк (29°02′ ю. ш. 167°57′ и. д. / 29.033333° ю. ш. 167.95° и. д.) | Туамоту, Острови Кук, Маркизки острови, Ниуе, Вануату, Нова Каледония, Норфолк |
| 1774        | Доминго де Боеначеа                                  | Откриване на атолите Татакото (17°20′ ю. ш. 138°24′ з. д. / 17.333333° ю. ш. 138.4° з. д.) и Тауере (17°22′ ю. ш. 141°30′ з. д. / 17.366667° ю. ш. 141.5° з. д.) в архипелага Туамоту | Туамоту                                                                        |
| 1775        | Томас Гаянгос                                        | Откриване на остров Раивавае (23°52′ ю. ш. 147°40′ з. д. / 23.866667° ю. ш. 147.666667° з. д.) в о-вите Тубуай (Австралски острови) | Тубуай                                                                         |
| 1775        | Каетано Лангара                                      | Откриване на атолите Аману (вторично) и Таханеа (16°52′ ю. ш. 144°46′ з. д. / 16.866667° ю. ш. 144.766667° з. д.) в архипелага Туамоту | Туамоту                                                                        |
| 1777 – 1778 | Джеймс Кук                                           | 1777: Откриване на островите Мангаиа (21°55′ ю. ш. 157°55′ з. д. / 21.916667° ю. ш. 157.916667° з. д.), Атиу ((19°59′ ю. ш. 158°07′ з. д. / 19.983333° ю. ш. 158.116667° з. д.) и Такутеа ((19°49′ ю. ш. 158°17′ з. д. / 19.816667° ю. ш. 158.283333° з. д.) в Южните Кукови о-ви. Откриване на островите Лифука, Уолева, Фоа и Хаано в групата Хаапай в архипелага Тонга. Откриване на остров Тубуай (23°22′ ю. ш. 149°29′ з. д. / 23.366667° ю. ш. 149.483333° з. д.) в о-вите Тубуай и остров Киритимати (Рождество, 1°53′ с. ш. 157°24′ з. д. / 1.883333° с. ш. 157.4° з. д.) в о-вите Лайн. 1778: Откриване и изследване на островите Оаху, Кауаи, Ниихау, Лехуа, Каула, Мауи и Хавай в Хавайските о-ви | Острови Кук, Тонга, Тубуай, Кирибати, Хавайски острови                         |
| 1779        | Чарлз Кларк (1741 – 1779)                            | Откриване на островите Кахоолаве, Ланаи, Молокаи и Молокини в Хавайските о-ви | Хавайски острови                                                               |
| 1781        | Франсиско Антонио Маурейе                            | Откриване на групата о-ви Вавау (в т.ч. островите Вавау, Току и Фонуалеи) в архипелага Тонга. Вторично откриване на остров Нануманга и атола Нанумеа в архипелага Елис (Тувалу). Откриване на островите Емирау (вторично), Мусау (вторично) и Тенч (1°39′ ю. ш. 150°40′ и. д. / 1.65° ю. ш. 150.666667° и. д.) в о-вите Сент Матиас | Тонга, Тувалу, Папуа-Нова Гвинея                                               |
| 1786 – 1787 | Жан-Франсоа Лаперуз                                  | 1786: Откриване на остров Некер (23°34′ с. ш. 164°42′ з. д. / 23.566667° с. ш. 164.7° з. д.) и рифовете Френч Фригат (23°46′ с. ш. 166°11′ з. д. / 23.766667° с. ш. 166.183333° з. д.) в Хавайските о-ви. 1787: Откриване на островите Савайи, Маноно и Аполима в архипелага Самоа | Хавайски острови, Самоа                                                        |
| 1787        | Томас Райд, Ричард Дейл (1756 – 1826)                | Откриване на островите Гизо, Ранонга и Моно в Соломоновите о-ви | Соломонови острови                                                             |
| 1788        | Томас Джилбърт, Джон Маршал                          | Откриване на остров Матю 22°21′ ю. ш. 171°21′ и. д. / 22.35° ю. ш. 171.35° и. д.). Откриване на атола Аранука (0°10′ с. ш. 173°36′ и. д. / 0.166667° с. ш. 173.6° и. д.), атола Абемама (0°24′ с. ш. 173°52′ и. д. / 0.4° с. ш. 173.866667° и. д.), остров Куриа (0°13′ с. ш. 173°25′ и. д. / 0.216667° с. ш. 173.416667° и. д.), атолите Маяна (0°56′ с. ш. 172°59′ и. д. / 0.933333° с. ш. 172.983333° и. д.), атола Тарава (1°26′ с. ш. 172°59′ и. д. / 1.433333° с. ш. 172.983333° и. д.), атола Абаянг (1°51′ с. ш. 172°57′ и. д. / 1.85° с. ш. 172.95° и. д.), Макин (3°23′ с. ш. 172°59′ и. д. / 3.383333° с. ш. 172.983333° и. д.) и Бутаритари (вторично) в архипелага Гилбърт (Джилбърт). Откриване на атолите Нокс (5°54′ с. ш. 172°09′ и. д. / 5.9° с. ш. 172.15° и. д.), Мили (6°08′ с. ш. 171°55′ и. д. / 6.133333° с. ш. 171.916667° и. д.), Арно (7°05′ с. ш. 171°42′ и. д. / 7.083333° с. ш. 171.7° и. д.), Маджуро (7°04′ с. ш. 171°16′ и. д. / 7.066667° с. ш. 171.266667° и. д.), Аур (8°12′ с. ш. 171°06′ и. д. / 8.2° с. ш. 171.1° и. д.), Малоелап (вторично), Ерикуб (вторично) и Вотие (вторично) в Маршаловите о-ви | Нова Каледония, Кирибати, Маршалови острови                                    |
| 1788        | Уилям Север                                          | Откриване на островите Къртис (30°33′ ю. ш. 178°34′ з. д. / 30.55° ю. ш. 178.566667° з. д.) и Маколи (30°14′ ю. ш. 178°26′ з. д. / 30.233333° ю. ш. 178.433333° з. д.) в о-вите Кермадек и атола Тонгарева (Пенрин, 9°00′ ю. ш. 157°58′ з. д. / 9° ю. ш. 157.966667° з. д.) в Северните Кукови о-ви | Нова Зеландия, Острови Кук                                                     |
| 1788        | Джон Шортлънд (1769 – 1810)                          | Вторично откриване на остров Ръсел в архипелага Луизиада и откриване на островите Гатукаи, Симбо и Шортлънд в Соломоновите о-ви | Папуа-Нова Гвинея, Соломонови острови                                          |
| 1788 – 1789 | Уилям Блай                                           | 1788: Откриване на о-вите Баунти (47°45′ ю. ш. 179°03′ и. д. / 47.75° ю. ш. 179.05° и. д.) на югоизток от Нова Зеландия. 1789: Откриване на атола Аитутаки (18°53′ ю. ш. 159°47′ з. д. / 18.883333° ю. ш. 159.783333° з. д.) в Северните Кукови о-ви. Откриване на островите Моте, Намука-и-Лау, Янгаса Леву, Наираи, Нгау, Коро, Овалау, Батики, Вакая, Маконгаи, Вити-Леву (вторично), о-вите Ясава и о-вите Маманута в архипелага Фиджи. Откриване на островите Ветаунде, Рова, Мота и Мота Лава в о-вите Банкс от Новохебридските о-ви | Нова Зеландия, Острови Кук, Фиджи, Вануату                                     |
| 1788 – 1789 | Флечър Крисчън                                       | Откриване на атола Тетиароа (17°00′ ю. ш. 149°34′ з. д. / 17° ю. ш. 149.566667° з. д.) в Дружествените о-ви (1788) и остров Раротонга (21°14′ ю. ш. 159°47′ з. д. / 21.233333° ю. ш. 159.783333° з. д.) в Южните Кукови о-ви (1789) | Дружествени острови, Острови Кук                                               |
| 1789        | Уилям Дъглас                                         | Откриване на остров Нихоа (Моку Ману, 23°04′ с. ш. 161°55′ з. д. / 23.066667° с. ш. 161.916667° з. д.) в Хавайските о-ви | Хавайски острови                                                               |
| 1790        | капитан Уилкинсън                                    | Откриване на островите Ренел и Белона в Соломоновите о-ви | Соломонови острови                                                             |
| 1791        | Уилям Робърт Броутън                                 | Откриване на залива Брейк Саунд на югозападното крайбрежие на Нова Зеландия, о-вите Снерс (Броутън, 48°01′ ю. ш. 166°29′ и. д. / 48.016667° ю. ш. 166.483333° и. д.) и о-вите Чатъм (43°54′ ю. ш. 176°29′ з. д. / 43.9° ю. ш. 176.483333° з. д.), на юг и изток от Нова Зеландия | Нова Зеландия                                                                  |
| 1791        | Джоузеф Инграхам                                     | Откриване северната група на Маркизките о-ви – Уа Поу, Уа Хука, Нукухива, Еиао, Моту Оне и Хатуту | Маркизки острови                                                               |
| 1791        | Етиен Маршан (1755 – 1793)                           | Откриване на остров Моту Ити в Маркизките о-ви | Маркизки острови                                                               |
| 1791        | Едуард Едуардс                                       | Вторично откриване на атола Дюси (24°41′ ю. ш. 124°47′ з. д. / 24.683333° ю. ш. 124.783333° з. д.). Откриване на атолите Марутеа Южен (вторично) и Туреиа (20°46′ ю. ш. 138°34′ з. д. / 20.766667° ю. ш. 138.566667° з. д.) в архипелага Туамоту. Откриване на атола Нукунону (9°10′ ю. ш. 171°50′ з. д. / 9.166667° ю. ш. 171.833333° з. д.) в о-вите Токелау. Откриване на остров Ротума (12°30′ ю. ш. 177°05′ и. д. / 12.5° ю. ш. 177.083333° и. д.), северно от архипелага Фиджи. Откриване на островите Анута (Чери, (11°37′ ю. ш. 169°51′ и. д. / 11.616667° ю. ш. 169.85° и. д.) и Фатутака (Митре, (12°01′ ю. ш. 170°10′ и. д. / 12.016667° ю. ш. 170.166667° и. д.) в о-вите Санта Крус | Питкерн, Туамоту, Токелау, Фиджи, Соломонови острови                           |
| 1791        | Джон Хънтър (1737 – 1821)                            | Откриване на атола Стюарт (Сикаиана, 8°24′ ю. ш. 162°53′ и. д. / 8.4° ю. ш. 162.883333° и. д.) на изток от Соломоновите о-ви | Соломонови острови                                                             |
| 1791        | Джордж Ванкувър                                      | Откриване на остров Рапа (27°36′ ю. ш. 144°20′ з. д. / 27.6° ю. ш. 144.333333° з. д.) в о-вите Тубуай | Австралски острови                                                             |
| 1792        | Уилям Блай                                           | Откриване на островите Кандаву, Моала, Лакемба и Онеата и о-вите Експлоринг в архипелага Фиджи. Откриване на атола Темое (Кресент, 23°21′ ю. ш. 134°29′ з. д. / 23.35° ю. ш. 134.483333° з. д.) в о-вите Туамоту | Фиджи, Туамоту                                                                 |
| 1792 – 1793 | Жозеф Антуан д'Антрекасто                            | 1792: Изследване на югозападното крайбрежие на Нова Каледония и части от бреговете на Соломоновите о-ви, островите Нова Ирландия и Нова Британия и Адмиралтейските о-ви. 1793: Откриване на остров Раул (29°15′ ю. ш. 177°55′ з. д. / 29.25° ю. ш. 177.916667° з. д.) в о-вите Кермадек. Откриване на атола Ботан-Бопре в о-вите Лоялти, Френския риф и рифовете д`Антрекасто с остров Юон, северозападно от Нова Каледония. Откриване на островите Ренар и Мисима в архипелага Луизиада, о-вите Д`Антрекасто (в т.ч. Амфлет, Гуденаф, Добу, Норманби, Санароа и Фергюсън) и о-вите Тробриан (в т.ч. Егум и Киривина), покрай източните брегове на остров Нова Гвинея | Нова Каледония, Соломонови острови, Папуа-Нова Гвинея, Нова Зеландия           |
| 1793        | Уилям Рейвън                                         | Откриване на островите Ваувилиере, Дудене, Лелиогат, Лифоу, Маре, Оувеа, Тига и Уоа от о-вите Лоялти в архипелага Нова Каледония | Нова Каледония                                                                 |
| 1793        | Хосе Сала Валдес                                     | Вторично откриване на остров Сала и Гомес (26°28′ ю. ш. 105°22′ з. д. / 26.466667° ю. ш. 105.366667° з. д.) в югоизточната част на Тихия океан | Чили                                                                           |
| 1793        | Алесандро Маласпина                                  | Откриване на залива Даутфул Саунд (45°18′ ю. ш. 166°59′ и. д. / 45.3° ю. ш. 166.983333° и. д.) на югозападното крайбрежие на Южния остров на Нова Зеландия | Нова Зеландия                                                                  |
| 1793        | Мъсгрейв                                             | Откриване на остров Косрае (5°19′ с. ш. 162°58′ и. д. / 5.316667° с. ш. 162.966667° и. д.) и атолите Пингелап (вторично) и Нгатик (вторично) в Каролинските о-ви | Микронезия                                                                     |
| 1794        | Хенри Барбър                                         | Откриване на остров Маккейн (3°36′ ю. ш. 174°07′ з. д. / 3.6° ю. ш. 174.116667° з. д.) в о-вите Феникс | Кирибати                                                                       |
| 1794        | Томас Бътлър                                         | Откриване на остров Уолпол в архипелага Нова Каледония | Нова Каледония                                                                 |
| 1795        | Джеймс Мортлок                                       | Откриване на атола Пулуват (7°22′ с. ш. 149°12′ и. д. / 7.366667° с. ш. 149.2° и. д.) от Каролинските о-ви | Микронезия                                                                     |
| 1797        | Томас Денот                                          | Откриване на атолите Аилинглапалап (7°24′ с. ш. 168°45′ и. д. / 7.4° с. ш. 168.75° и. д.), Наму (вторично) и Либ (вторично) и остров Кили (5°37′ с. ш. 169°07′ и. д. / 5.616667° с. ш. 169.116667° и. д.) в Маршаловите о-ви | Маршалови острови                                                              |
| 1797        | Джеймс Уилсън                                        | откриване на о-вите Гамбие (Мангарева, 23°10′ ю. ш. 134°50′ з. д. / 23.166667° ю. ш. 134.833333° з. д.) и атола Пукаруа (Серл, 18°19′ ю. ш. 137°01′ з. д. / 18.316667° ю. ш. 137.016667° з. д.) в архипелага Туамоту. Откриване на островите Фуланга, Огеа Леву и Вануа Балаву в архипелага Фиджи. Откриване на остров Сатавал (7°23′ с. ш. 147°02′ и. д. / 7.383333° с. ш. 147.033333° и. д.) и атолите Ламотрек (7°29′ с. ш. 146°20′ и. д. / 7.483333° с. ш. 146.333333° и. д.), Елато (7°30′ с. ш. 146°10′ и. д. / 7.5° с. ш. 146.166667° и. д.), Волеаи (7°21′ с. ш. 143°52′ и. д. / 7.35° с. ш. 143.866667° и. д.), Ифалик (7°15′ с. ш. 144°27′ и. д. / 7.25° с. ш. 144.45° и. д.) и Фараулеп (вторично) в западната част на Каролинските о-ви | Гамбие, Туамоту, Фиджи, Микронезия                                             |
| 1798        | Едмънд Фанинг                                        | Откриване на атолите Табуаеран (Фанинг, 3°52′ с. ш. 159°20′ з. д. / 3.866667° с. ш. 159.333333° з. д.), остров Тераина (Вашингтон, 4°41′ с. ш. 160°23′ з. д. / 4.683333° с. ш. 160.383333° з. д.) и рифа Кингман (6°24′ с. ш. 162°24′ з. д. / 6.4° с. ш. 162.4° з. д.) в о-вите Лайн в централната част на Тихия океан | Кирибати                                                                       |
| 1798        | Джон Фърн                                            | Откриване на островите Науру (0°32′ ю. ш. 166°55′ и. д. / 0.533333° ю. ш. 166.916667° и. д.) и Хънтър (22°24′ ю. ш. 172°05′ и. д. / 22.4° ю. ш. 172.083333° и. д.) | Науру, Нова Каледония                                                          |
| 1799        | Чарлз Бишоп                                          | Откриване на атолите Наноути (0°40′ ю. ш. 174°20′ и. д. / 0.666667° ю. ш. 174.333333° и. д.) и Табитеуеа (1°22′ ю. ш. 174°51′ и. д. / 1.366667° ю. ш. 174.85° и. д.) в архипелага Гилбърт (Джилбърт) | Кирибати                                                                       |
| 1799        | Хуан Ибарогоития                                     | Откриване на остров Пулусук (6°41′ с. ш. 149°18′ и. д. / 6.683333° с. ш. 149.3° и. д.) и атола Намонуито (8°40′ с. ш. 150°00′ и. д. / 8.666667° с. ш. 150° и. д.) в Каролинските о-ви | Микронезия                                                                     |
| 1800        | Хенри Уотърхаус                                      | Откриване на Антиподовите о-ви (49°42′ ю. ш. 178°46′ и. д. / 49.7° ю. ш. 178.766667° и. д.) | Нова Зеландия                                                                  |
| 1800        | Джордж Бас                                           | Откриване на о-вите Маротири (Ил дьо Бас, 27°55′ ю. ш. 143°26′ з. д. / 27.916667° ю. ш. 143.433333° з. д.) в о-вите Тубуай | Тубуай                                                                         |